# Conférence franco-germano-suisse du Rhin supérieur

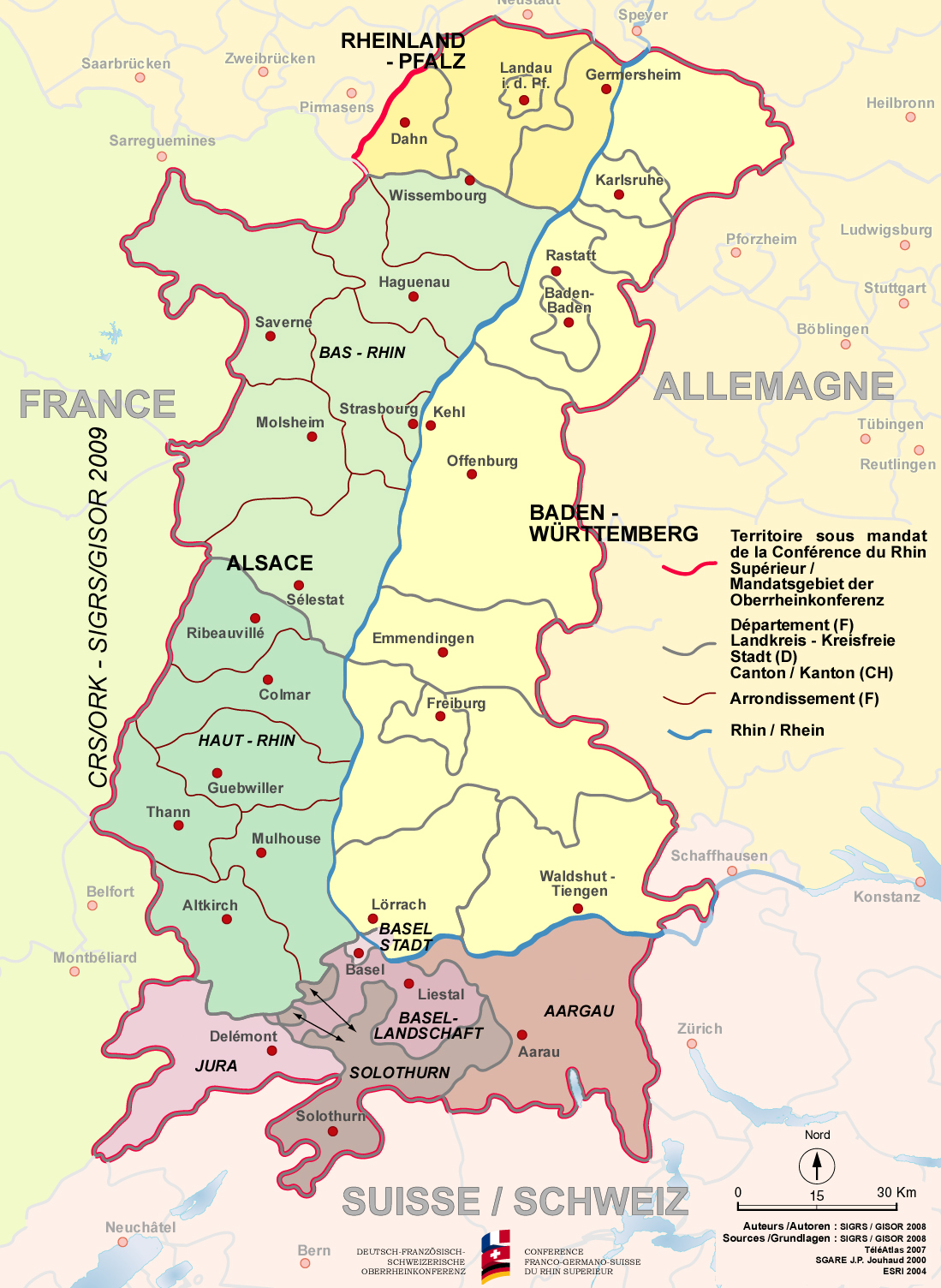
Territoire sous mandat de la Conférence du Rhin Supérieur

La Conférence du Rhin supérieur (plus précisément Conférence franco-germano-suisse du Rhin supérieur) constitue le cadre institutionnel de la coopération transfrontalière dans le Rhin Supérieur. Elle est issue d’un accord gouvernemental conclu en 1975 entre l’Allemagne, la France et la Suisse qui crée une Commission Intergouvernementale franco-germano-suisse, ainsi que deux comités régionaux pour l’accompagner dans son travail  (Comité Régional Biparti pour le nord et Comité Régional Tripartite pour le sud de l’espace du Rhin supérieur). Cette Commission Intergouvernementale est un organe qui lie les gouvernements des trois pays à travers leurs ministères des affaires étrangères respectifs.    
Onze partenaires (services gouvernementaux et administratifs) coopèrent au sein de la Conférence du Rhin supérieur :
- Allemagne : Länder du Bade-Wurtemberg et de la Rhénanie-Palatinat
- Suisse : cantons de Bâle-Ville, de Bâle-Campagne, d’Argovie, du Jura et de Soleure
- France : services de l’État et les collectivités territoriales de la région Alsace (départements du Bas-Rhin et du Haut-Rhin)

## Historique
La coopération transfrontalière dans le Rhin supérieur commence dans l'immédiat après-guerre avec la construction, dès 1946 de l'Aéroport international Basel-Mulhouse-Freiburg et la création, en 1951, de l'administration commune du port de Kehl. Au début des années 1960, deux associations de coopération transfrontalière sont créées. En Suisse d'abord, la Regio Basiliensis est fondée en 1963 autour de Bâle. Deux ans plus tard, une association similaire est créée en France autour de Mulhouse en 1965 : la Regio du Haut-Rhin.
De 1971 à 1975, une Conférence Tripartite permanente de coordination régionale se réunit deux fois par an. Le 22 octobre 1975, les gouvernements allemand, français et suisse signent l'accord intergouvernemental de Bonn instituant une Commission Intergouvernementale, un comité biparti franco-allemand pour le nord du Rhin Supérieur et un comité tripartite franco-germano-suisse pour le sud du Rhin supérieur.
Le 21 novembre 1991, les deux comités fusionnent pour former la Conférence franco-germano-suisse du Rhin supérieur.

## Organisation et structure
Les organes de la Conférence du Rhin supérieur sont : 
• Comité directeur : organe de coordination et de décision de la  Conférence du Rhin supérieur, composé des délégations allemande, française et suisse, dont les directeurs assument à tour de rôle la présidence de la Conférence du Rhin supérieur, et ce pour une période d’un an. Les directeurs de ces délégations sont : 
- Le préfet de la région Alsace pour la France
- Le Regierungspräsident de Fribourg ou Karlsruhe, en alternance, pour l'Allemagne
- Un Conseiller d'État du canton Bâle-Ville ou Bâle-Campagne, en alternance, pour la Suisse

• Assemblée plénière : organe de délibération de la Conférence du Rhin supérieur, composé des trois délégations allemande, française et suisse, et dont les 25 membres au maximum sont désignés par les directeurs de délégation (voir Comité directeur).
• Secrétariat Commun : organe de gérance basé à Kehl am Rhein existant depuis 1996, composé  d’un représentant (Secrétaire de délégation)  des trois délégations allemande, française et suisse, ainsi qu’un poste d’assistant.
• Comité de coordination du Secrétariat Commun : organe d’entremise entre le Secrétariat et le Comité directeur.
• Groupes de travail : pour les thèmes transfrontaliers traités par la Conférence du Rhin Supérieur  ont été créés  douze groupes de travail, qui rassemblent des spécialistes des instances officielles partenaires (allemandes, françaises et suisses). Les thèmes pour lesquels il existe des groupes de travail sont les suivants :
- Aménagement du territoire
- Culture
- Éducation et formation
- Entraide en cas de catastrophe
- Environnement
- Jeunesse
- Politique économique
- Politique de santé
- Politique des transports
- Agriculture
- Climat et Énergie
- Sport

Les groupes de travail se subdivisent en groupes d’experts qui prennent en charge les travaux sur des sujets spécifiques, ou encore la mise en œuvre de projets (il existe une quarantaine de groupes d’experts).

## Les Congrès tripartites
Un Congrès tripartite qui présente les résultats de la coopération transfrontalière à un large public est organisé, tous les deux ans environ, depuis 1988.  En même temps, il donne, de par les décisions politiques qui y sont prises, une impulsion nouvelle pour des travaux ultérieurs. 
Le 13e Congrès tripartite (thématique: "Rendez-vous régional - Société civile à la rencontre de..." a eu lieu le 27 juin 2012 à Landau in der Pfalz.
Le 12e Congrès tripartite autour du thème "Formation, Recherche et Innovation" a été organisé par la REGIO BASILENSIS en 2010 à Bâle . 
Le 11e Congrès tripartite « Le Rhin Supérieur, en marche vers un modèle de développement et de coopération » s’est déroulé à Strasbourg en 2008. Il a été organisé par la Région Alsace et s’est concentré sur les efforts pour mettre en place une Région Métropolitaine Trinationale du Rhin supérieur (RMT). Le concept de la RMT réunit les représentants de la politique, des administrations, de l'économie, des sciences et les citoyens en un réseau pour développer ensemble et d'égal à égal le Rhin supérieur en un espace économique, scientifique et de vie dynamique en Europe. À l'initiative de la Conférence du Rhin supérieur, les fondements de la RMT ont été posés in fine, le 9 décembre 2010 à Offenbourg.
Tous les Congrès tripartites précédents (avec le thème, le lieu et la date) :
- Transport, Kehl 1988
- Culture, Strasbourg  1989
- Environnement, Bâle 1991
- Économie, Karlsruhe 1992
- Jeunesse, Formation et Emploi, Strasbourg 1995
- Artisanat et manufacture, Bâle 1997
- Aménagement du territoire, Neustadt an der Weinstraße 1999
- Être citoyen dans le Rhin Supérieur, Strasbourg 2002
- Médias et Communication dans le Rhin Supérieur, Bâle 2004
- L’avenir du Rhin Supérieur dans l’Europe élargie, Fribourg-en-Brisgau 2006
- Le Rhin Supérieur : en marche vers un modèle de coopération et de développement, Strasbourg 2008
- Formation, Recherche et Innovation, Bâle 2010
- Société civile, Landau in der Pfalz 2012